# ショットキートランジスタ

ショットキートランジスタの構造

ショットキートランジスタ（Schottky transistor）は、バイポーラトランジスタとショットキーバリアダイオードの組み合わせである。ショットキートランジスタは、過大な入力電流を迂回させてトランジスタを飽和させないようにする。
ショットキートランジスタは、ショットキークランプトランジスタ（Schottky-clamped transistor）とも呼ばれる。

## 構造

ショットキートランジスタの記号

ショットキーバリアダイオードとバイポーラトランジスタを組み合わせた実際の内部回路

標準Transistor-transistor logic (TTL) は、飽和したスイッチとしてトランジスタを使う。
飽和したトランジスタは、過剰にターンオンされる。つまり、コレクタ電流を引き出すのに必要な量よりも遥かに多くのベース電流を流している状態である。
余分なベース電流は、トランジスタのベースに溜まった電荷を作ることになる。
溜まった電荷は、トランジスタがオンからオフへスイッチされる必要があるときに問題を起こす。
つまり、トランジスタがオンのとき、電荷が溜まっていることになる。
トランジスタをターンオフする前に全ての電荷を抜く必要がある。
しかし、電荷の除去には時間がかかる（ストレージ時間と呼ばれる）ので、飽和はベースのターンオフ入力とコレクタの電圧の間に遅延を引き起こすことになる。
ストレージ時間（Storage time）は、オリジナルのTTL汎用ロジックICの伝搬遅延の大部分を説明することができる。
ストレージ時間は、削減することができる。伝搬遅延は、トランジスタを飽和させないようにすることによって縮小できる。
ショットキートランジスタは、飽和状態とベースに溜まった電荷を防ぐためにトランジスタのベースとコレクタの間にショットキーバリアダイオードを設置する。
トランジスタが飽和状態に近づくと、ショットキーバリアダイオードは、コレクタに対する過剰なベース電流を迂回させる（この飽和を回避する技術は、ベーカー・クランプ回路として1956年に使われた）。
その結果として得られる飽和しないトランジスタは、ショットキートランジスタとなる。
ショットキーTTLロジックファミリー（7400シリーズ 汎用ロジックICの74Sや74LSを含んだ型番）は、重要な場所にショットキートランジスタを使っている。

## 動作

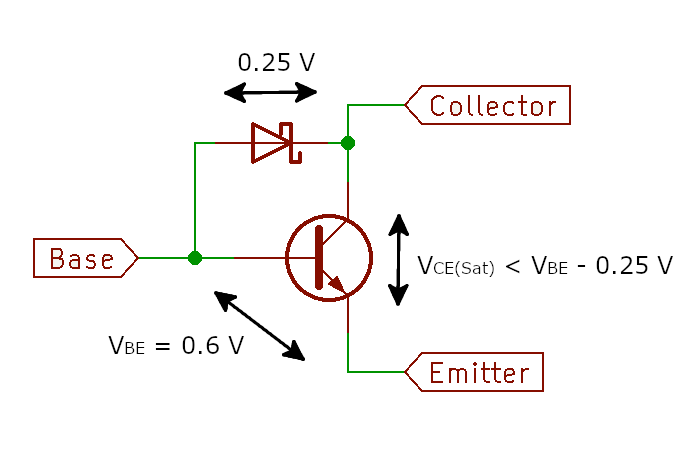
ショットキートランジスタの動作原理図

順方向に電圧がかかったとき、ショットキーバリアダイオードの電圧降下は、標準的なシリコンダイオードの0.6 Vよりも遥かに低く0.25 Vしかない。
標準的な飽和トランジスタにおいて、ベース・コレクタ間電圧は0.6 Vである。
ショットキートランジスタおいて、ショットキーバリアダイオードは、トランジスタが飽和する前にベースからコレクタへ電流を迂回させる。
トランジスタのベースを駆動する入力電流が流れる2つの経路がある。一つはベースへ行く経路、もう一つはショットキーバリアダイオードを通ってコレクタへ行く経路である。
トランジスタが動作するとき、ベース・エミッタ接合を通して約0.6 Vの電位差になる。
一般的にコレクタの電圧は、ベース電圧よりも高い。そのとき、ショットキーバリアダイオードは、逆方向に電圧がかかっている。
もしも入力電流が増大したとき、コレクタ電圧はベース電圧よりも低くなる。そして、ショットキーバリアダイオードは、ベース電流の一部を自身に流して迂回させ始める。
コレクタ飽和電圧（VCE(sat)）は、ベース・エミッタ間電圧VBE（およそ0.6 V）からショットキーバリアダイオードの順方向電圧降下（およそ0.25 V）を引いた値よりも小さくなるようにそのトランジスタは設計されている。
その結果、過剰な入力電流はベースから迂回され、そのトランジスタは飽和することがない。

## 歴史
1956年にリチャード・ベイカー（Richard Baker）は、 トランジスタを飽和させないようにするためのディスクリート部品で作られたいくつかのダイオード・クランプ回路を説明した。
その回路は、ベーカー・クランプ回路として知られている。
それらのクランプ回路（電圧を規定のレベルに保つ回路の総称）の一つは、回路構成として一つのシリコントランジスタをクランプするための一つのゲルマニウムダイオードを使った。それは、ショットキートランジスタと同様のものであった。
その回路は、ゲルマニウムダイオードに依存していた。ゲルマニウムダイオードは、シリコンダイオードよりも順方向電圧降下が少なかった。
1964年にジェームズ・R・ビヤールは、ショットキートランジスタの特許を申請した。
彼の特許において、ショットキーバリアダイオードは、コレクタ・ベース接合上の順方向バイアス電圧を最小化することによってトランジスタを飽和させないようにした。このように少数キャリアの注入を無視できる量まで縮小した。
そのダイオードは、同じダイの上に集積することもできた。場所を取らない設計であり、少数キャリアを溜めるストレージがなく、そして従来の接合型ダイオードよりも高速であった。
彼の特許は、ショットキートランジスタがDiode-transistor logicの中でどのように使われているのかを示していた。そして、ショットキーTTLのように低コストで飽和型ロジック回路のスイッチング速度を向上した。